# Mix (manga)
MIX è un manga shōnen scritto e disegnato da Mitsuru Adachi, pubblicato in Giappone sulla rivista Monthly Shōnen Sunday di Shogakukan dal 12 maggio 2012. È lo spin-off di Touch. In Italia è pubblicato da Star Comics dal 13 febbraio 2014.
Dal manga è stata tratta una serie televisiva anime, MIX: Meisei Story, prodotta da OLM e andata in onda in Giappone su NTV e ytv da aprile a settembre 2019, diffusa anche in Italia in simulcast da Yamato Video sulla piattaforma Yamato Animation sottotitolata in italiano e successivamente doppiata su Prime Video.

## Trama
Ambientato anni dopo le vicende di Tatsuya, Kazuya e Minami, i fratelli Tōma e Sōichirō Tachibana, supportati dalla sorella Otomi, sono tra i membri titolari della squadra di baseball della scuola media Meisei.

## Personaggi

Tōma, Otomi e Sōichirō

Tōma Tachibana (立花 投馬?, Tachibana Tōma)
Doppiato da: Yūki Kaji (ed. giapponese), Ezio Vivolo (ed. italiana)
Figlio di Eisuke e figlio acquisto di Mayumi Tachibana, fratello acquisito di Ōtomi e Sōichirō. È uno dei lanciatori della squadra di baseball dell'istituto Meisei.
Sōichirō Tachibana (立花 走一郎?, Tachibana Sōichirō)
Doppiato da: Yūma Uchida (ed. giapponese), Riccardo Suarez (ed. italiana)
Figlio di Keiichi Sawai e di Mayumi Tachibana, fratello acquisito di Tōma e fratello naturale di Ōtomi. È uno dei ricevitori della squadra di baseball dell'istituto Meisei.
Otomi Tachibana (立花 音美?, Tachibana Otomi)
Doppiata da: Maaya Uchida (ed. giapponese), Agnese Marteddu (ed. italiana)
Figlia di Keiichi Sawai e Mayumi Tachibana, sorella minore di Sōichirō e sorella acquisita di Tōma. Segue con passione i suoi fratelli e spesso è desiderio di Natsuno Iichiban e di Takumi Nishimura.
Eisuke Tachibana (立花 英介?, Tachibana Eisuke)
Doppiato da: Wataru Takagi (ed. giapponese), Luigi Ferraro (ed. italiana)
Marito acquisito di Mayumi Sawai, padre naturale di Tōma e padre acquisito di Ōtomi e Sōichirō. In passato anche lui è stato uno dei giocatori che hanno fatto parte dell'istituto Meisei.
Mayumi Tachibana (立花 真弓?, Tachibana Mayumi)
Doppiata da: Kikuko Inoue (ed. giapponese), Ilaria Latini (ed. italiana)
Punch (パンチ?, Panchi)
Doppiato da: Noriko Hidaka (da piccolo) e Nobuaki Kanemitsu (da adulto) (ed. giapponese), Serena Sigismondo (da piccolo)/Gianluca Storniera (da adulto) (ed. italiana)
Keiichi Sawai (澤井 圭一?, Sawai Keiichi)
Era il padre di Sōichirō e Ōtomi Tachibana, avuto con Mayumi Tachibana.
Haruka Ōyama (大山 春夏?, Ōyama Haruka)
Doppiata da: Kana Hanazawa (ed. giapponese), Rossa Caputo (ed. italiana)
Tadashi Imagawa (今川 正?, Imagawa Tadashi)
Doppiato da: Nobuaki Kanemitsu (ed. giapponese), Leonardo Graziano (ed. italiana)
Ichiban Natsuno (夏野 一番?, Natsuno Ichiban)
Doppiato da: Daiki Kobayashi (ed. giapponese), Lorenzo Crisci (ed. italiana)
Kōsaku Koma (駒 耕作?, Koma Kōsaku)
Doppiato da: Jun Konno (ed. giapponese), Daniele Raffaeli (ed. italiana)
Jirō Nangō (南郷 四郎?, Nangō Jirō)
Doppiato da: Tsuguo Mogami (ed. giapponese), Marco De Risi (ed. italiana)
Kenji Nishiki (錦 研二?, Nishiki Kenji)
Ryō Akai (赤井 遼?, Akai Ryō)
Doppiato da: Kōtarō Nishiyama (ed. giapponese), Stefano Broccoletti (ed italiana)
Gorō Ōyama (大山 吾郎?, Ōyama Gorō)
Doppiato da: Taiten Kusunoki (ed. giapponese), Paolo Marchese (ed. italiana)
Daisuke Nikaidō (二階堂 大輔?, Nikaidō Daisuke)
Doppiato da: Hiroki Yasumoto (ed. giapponese), Massimo Triggiani (ed. italiana)
Yutaka Senbongi (千本木 豊?, Senbongi Yutaka)
Arisa Mita (三田 亜里沙?, Mita Arisa)
Doppiata da: Mariya Ise (ed. giapponese), Emanuela Ionica (ed. italiana)
Kuroyanagi (黒柳?, Kuroyanagi)
Doppiato da: Kazuaki Itō (ed. giapponese)
Tatsuya Uesugi (上杉 達也?, Uesugi Tatsuya)
Takumi Nishimura (西村 拓味?, Nishimura Takumi)
Doppiato da: Tōru Nara (ed. giapponese), Gianluca Crisafi (ed. italiana)
Isami Nishimura (西村 勇?, Nishimura Isami)
Doppiato da: Ryūsei Nakao (ed. giapponese), Stefano Mondini (ed. italiana)
Hiroki Mita (三田 浩樹?, Mita Hiroki)
Doppiato da: Daichi Endō (ed. giapponese), David Chevalier (ed. italiana)
Tomohito Akai (赤井 智仁?, Akai Tomohito)
Doppiato da: Tatsuhisa Suzuki (ed. giapponese), Flavio Aquilone (ed. italiana)
Jinpei Komiyama (小宮山 新平?, Komiyama Jinpei)
Doppiato da: Taketora (ed. giapponese)
Kita (喜多?, Kita)
Doppiato da: Yasunao Sakai (ed. giapponese), Danny Francucci (ed. italiana)
Todoroki (轟?, Todoroki)
Doppiato da: Hayato Kimura (ed. giapponese), Giorgio Paoni (ed. italiana)
Shōhei Harada (原田 正平?, Harada Shōhei)
Ryūichi Masaki (間崎 竜一?, Masaki Ryūichi)
Doppiato da: Daiki Nakamura (ed. giapponese), Enrico Pallini (ed. italiana)
Nagisa Tsukikage (月影 渚?, Tsukikage Nagisa)
Doppiata da: Emi Shinohara (ed. giapponese), Chiara Colizzi (ed. italiana)
Minami Asakura
Doppiata da: Noriko Hidaka  (ed. giapponese), Tiziana Martello (ed. italiana)

## Media

### Manga
Il manga viene serializzato sulla rivista Monthly Shōnen Sunday a partire dal 12 maggio 2012 e successivamente viene raccolto in 19 tankōbon per conto della Shogakukan, pubblicati dall'ottobre 2012. Il primo volume in Giappone, a un mese dalla pubblicazione, ha venduto 284 084 copie, mentre il secondo si è classificato 48º nella classifica dei più venduti nella prima metà del 2013.
In Italia è uscito per Star Comics dal 13 febbraio 2014. La traduzione dei testi è curata da Michela Riminucci, mentre il lettering è realizzato da Federica Bellinato.

#### Volumi
| Nº | Data di prima pubblicazione | Data di prima pubblicazione | Data di prima pubblicazione | Data di prima pubblicazione |
| Nº | Giapponese                  | Giapponese                  | Italiano                    | Italiano                    |
| -- | --------------------------- | --------------------------- | --------------------------- | --------------------------- |
| 1  | 12 ottobre 2012             | ISBN 978-4-09-123867-2      | 13 febbraio 2014            | ISBN 978-88-642-0846-6      |
| 2  | 12 marzo 2013               | ISBN 978-4-09-124120-7      | 17 aprile 2014              | ISBN 978-88-642-0896-1      |
| 3  | 12 agosto 2013              | ISBN 978-4-09-124393-5      | 17 luglio 2014              | ISBN 978-88-642-0999-9      |
| 4  | 15 gennaio 2014             | ISBN 978-4-09-124593-9      | 16 ottobre 2014             | ISBN 978-88-692-0074-8      |
| 5  | 12 giugno 2014              | ISBN 978-4-09-124759-9      | 13 maggio 2015              | ISBN 978-88-692-0305-3      |
| 6  | 12 dicembre 2014            | ISBN 978-4-09-125490-0      | 18 novembre 2015            | ISBN 978-88-692-0574-3      |
| 7  | 12 giugno 2015              | ISBN 978-4-09-126149-6      | 20 luglio 2016              | ISBN 978-88-226-0128-5      |
| 8  | 12 dicembre 2015            | ISBN 978-4-09-126599-9      | 15 marzo 2017               | ISBN 978-88-226-0525-2      |
| 9  | 10 giugno 2016              | ISBN 978-4-09-127239-3      | 15 novembre 2017            | ISBN 978-88-226-0770-6      |
| 10 | 12 dicembre 2016            | ISBN 978-4-09-127468-7      | 20 giugno 2018              | ISBN 978-88-226-1033-1      |
| 11 | 12 giugno 2017              | ISBN 978-4-09-127629-2      | 19 dicembre 2018            | ISBN 978-88-226-1277-9      |
| 12 | 9 febbraio 2018             | ISBN 978-4-09-128155-5      | 13 febbraio 2019            | ISBN 978-88-226-1255-7      |
| 13 | 9 agosto 2018               | ISBN 978-4-09-128478-5      | 18 settembre 2019           | ISBN 978-88-226-1534-3      |
| 14 | 12 febbraio 2019            | ISBN 978-4-09-128858-5      | 22 gennaio 2020             | ISBN 978-88-226-1723-1      |
| 15 | 8 agosto 2019               | ISBN 978-4-09-129366-4      | 15 luglio 2020              | ISBN 978-88-226-1793-4      |
| 16 | 12 febbraio 2020            | ISBN 978-4-09-129709-9      | 16 giugno 2021              | ISBN 978-88-226-2326-3      |
| 17 | 12 febbraio 2021            | ISBN 978-4-09-850451-0      | 12 aprile 2023              | ISBN 978-88-226-3935-6      |
| 18 | 10 dicembre 2021            | ISBN 978-4-09-850825-9      | 20 settembre 2023           | ISBN 978-88-226-4257-8      |
| 19 | 12 luglio 2022              | ISBN 978-4-09-850825-9      | 19 marzo 2024               | ISBN 978-88-226-4580-7      |
| 20 | 10 febbraio 2023            | ISBN 978-4-09-851602-5      | 24 settembre 2024           | ISBN 978-88-226-5077-1      |
| 21 | 12 settembre 2023           | ISBN 978-4-09-852818-9      | 18 febbraio 2025            | ISBN 978-88-226-5433-5      |
| 22 | 10 maggio 2024              | ISBN 978-4-09-853315-2      | —                           | —                           |
| 23 | 12 febbraio 2025            | ISBN 978-4-09-853853-9      | —                           | —                           |

### Anime
L'anime, prodotto da OLM, è stato trasmesso su NTV e ytv dal 6 aprile al 28 settembre 2019. Gli episodi sono stati poi raccolti in due cofanetti DVD e Blu-ray, usciti rispettivamente il 25 settembre e 25 dicembre 2019. Le sigle d'apertura sono Equal (イコール?, Ikōru) dei sumika (ep. 1-13) e VS dei Porno Graffitti (ep. 14-24) mentre quella di chiusura Kimi ni todoku made (君に届くまで?) delle Little Glee Monster (ep. 1-13) e Kimi ni tsutaeta story (君に伝えたストーリー?, Kimi ni tsutaeta sutōrī) dei Qyoto (ep. 14-24).
Il 6 agosto 2022 è stata annunciata una seconda stagione. Tomohiro Kamitani sostituisce Toshinori Watanabe come regista, mentre il resto dello staff principale rimane il medesimo della prima stagione. La seconda stagione è stata trasmessa dal 1º aprile al 23 settembre 2023. Le sigle sono rispettivamente Starting Over di Sumika (apertura) e Haru no oto (ハルノオト?) di Miwa.
In Italia la prima stagione è stata trasmessa simultaneamente col Giappone, sottotitolata in lingua italiana, da Yamato Video sul canale ufficiale YouTube Yamato Animation. È stata poi pubblicata doppiata in italiano sul canale Anime Generation di Prime Video dal 1º maggio al 17 luglio 2022. La seconda stagione è stata pubblicata sulla medesima piattaforma in simulcast col Giappone. Il doppiaggio italiano è stato curato da Asci Voice and Mind sotto la direzione di Gualtiero Cannarsi. L'adattamento dei dialoghi dell'edizione italiana è stato effettuato da Gamilax.

#### Episodi

##### Prima stagione
| Nº | Titolo italiano Giapponese 「Kanji」 - Rōmaji                                                                       | In onda           | In onda        |
| Nº | Titolo italiano Giapponese 「Kanji」 - Rōmaji                                                                       | Giapponese        | Italiano       |
| 1  | L'asso del Meisei 「明青のエース」 - Meisei no Ēsu                                                                  | 6 aprile 2019     | 1º maggio 2022 |
| 2  | Io sono il fratello maggiore e tu sei il fratello minore 「おれが兄貴でおまえが弟」 - Ore ga aniki de omae ga otōto | 13 aprile 2019    | 1º maggio 2022 |
| 3  | Qualcosa come l'Istituto Meisei 「明青学園なんて」 - Meisei Gakuen nante                                            | 20 aprile 2019    | 8 maggio 2022  |
| 4  | Come vorrei fare cambio 「交換してえなァ」 - Torēdo shitee naa                                                      | 27 aprile 2019    | 8 maggio 2022  |
| 5  | Sei un lanciatore, no? 「ピッチャーだろ？」 - Pitchā daro?                                                          | 4 maggio 2019     | 15 maggio 2022 |
| 6  | Quando arriva la primavera 「春がくれば」 - Haru ga kureba                                                          | 11 maggio 2019    | 15 maggio 2022 |
| 7  | Preoccupata? 「心配？」 - Shinpai?                                                                                  | 18 maggio 2019    | 22 maggio 2022 |
| 8  | Il mio fratellone 「うちのお兄ちゃん」 - Uchi no onī-chan                                                           | 25 maggio 2019    | 22 maggio 2022 |
| 9  | Grande notizia, no? 「大ニュースでしょ」 - Dai nyūsu desho                                                          | 1º giugno 2019    | 29 maggio 2022 |
| 10 | Solo una passeggiata 「ただの散歩」 - Tada no sanpo                                                                 | 8 giugno 2019     | 29 maggio 2022 |
| 11 | Prova a lanciare 「投げてみろ」 - Nagete miro                                                                       | 15 giugno 2019    | 5 giugno 2022  |
| 12 | Non lo stai sottovalutando? 「なめてませんか」 - Nametemasen ka                                                     | 22 giugno 2019    | 5 giugno 2022  |
| 13 | Perché siamo fratelli 「兄弟だから」 - Kyōdai dakara                                                                | 29 giugno 2019    | 12 giugno 2022 |
| 14 | Stanno perdendo 「負けてます」 - Maketemasu                                                                         | 13 luglio 2019    | 12 giugno 2022 |
| 15 | Voglio vedere quel volto 「あの顔が見たくて」 - Ano kao ga mitakute                                                 | 20 luglio 2019    | 19 giugno 2022 |
| 16 | Hanno vitalità 「活気があって」 - Kakki ga atte                                                                     | 27 luglio 2019    | 19 giugno 2022 |
| 17 | Somiglia proprio a qualcuno 「やっぱり誰かに」 - Yappari dareka ni                                                  | 3 agosto 2019     | 26 giugno 2022 |
| 18 | In un giorno di pioggia come questo 「こんな雨の日に」 - Konna ame no hi ni                                         | 10 agosto 2019    | 26 giugno 2022 |
| 19 | Sei invidioso? 「うらやましいか？」 - Urayamashii ka?                                                               | 17 agosto 2019    | 3 luglio 2022  |
| 20 | È una richiesta agli dei, eh? 「神頼みなんですね」 - Kamidanomi nandesu ne                                          | 24 agosto 2019    | 3 luglio 2022  |
| 21 | Se… 「もしも⋯」 - Moshimo…                                                                                          | 31 agosto 2019    | 10 luglio 2022 |
| 22 | Tiene a sua sorella minore 「妹思いなんですよ」 - Imōto omoi nandesu yo                                             | 7 settembre 2019  | 10 luglio 2022 |
| 23 | È una questione di tempo 「時間の問題だな」 - Jikan no mondai da na                                                 | 14 settembre 2019 | 17 luglio 2022 |
| 24 | Non pensi che gli somigli? 「似てると思わないか？」 - Niteru to omowanai ka?                                        | 28 settembre 2019 | 17 luglio 2022 |

##### Seconda stagione
| Nº | Titolo italiano Giapponese 「Kanji」 - Rōmaji                                                  | In onda           | In onda  |
| Nº | Titolo italiano Giapponese 「Kanji」 - Rōmaji                                                  | Giapponese        | Italiano |
| 25 | Mi rimetterò alla tua indulgenza 「よろしく頼むわ」 - Yoroshiku tanomuwa                       | 1º aprile 2023    | -        |
| 26 | A me non badarci 「おれに構うな」 - Ore ni kamau na                                            | 8 aprile 2023     | -        |
| 27 | Che mese pensi che sia?! 「何月だと思ってんだ！？」 - Nangatsuda to omotte nda!?               | 15 aprile 2023    | -        |
| 28 | Persuadete quel tipo 「あいつをくどけ」 - Aitsu o kudoke                                       | 22 aprile 2023    | -        |
| 29 | Che c'è? Individuo sospetto 「なんだ？不審者」 - Nanda? Fushinsha                              | 29 aprile 2023    | -        |
| 30 | Non è un sogno 「夢じゃない」 - Yume ja nai                                                    | 6 maggio 2023     | -        |
| 31 | È una semplice partita d'allenamento, no? 「ただの練習試合だろ？」 - Tada no renshūshiai daro? | 13 maggio 2023    | -        |
| 32 | È quello, l'asso 「あれがエースだよ」 - Are ga Ēsu da yo                                       | 20 maggio 2023    | -        |
| 33 | Sfida! 「勝負！」 - Shōbu!                                                                     | 27 maggio 2023    | -        |
| 34 | Non sottostimatelo! 「なめるなよ！」 - Nameru na yo!                                           | 3 giugno 2023     | -        |
| 35 | Facciamo che non l'abbiamo visto 「見なかったことにしようか」 - Minakatta koto ni shiyō ka     | 10 giugno 2023    | -        |
| 36 | È che ci ha chiamato 「呼んだんですよ」 - Yonda ndesu yo                                       | 17 giugno 2023    | -        |
| 37 | In questa stagione 「この季節には」 - Kono kisetsu ni wa                                       | 24 giugno 2023    | -        |
| 38 | Parte-2 「PART2」                                                                              | 8 luglio 2023     | -        |
| 39 | Eishin? 「えいしん？」 - Eishin?                                                               | 15 luglio 2023    | -        |
| 40 | Gioca a piena potenza! 「全力プレーだ！」 - Zenryoku purēda!                                   | 22 luglio 2023    | -        |
| 41 | È proprio speciale, eh 「特別だよな」 - Tokubetsuda yo na                                      | 29 luglio 2023    | -        |
| 42 | Ma quello... chi è? 「あれは・・・・誰だ？」 - Are wa... dareda?                               | 5 agosto 2023     | -        |
| 43 | Ha una bella faccia, eh? 「いい顔してますね」 - Īkao shitemasu ne                              | 12 agosto 2023    | -        |
| 44 | È la migliore contesa 「ベストゲームだよ」 - Besuto Gēmu da yo                                 | 19 agosto 2023    | -        |
| 45 | Ancora una 「あとひとつ」 - Ato hitotsu                                                        | 2 settembre 2023  | -        |
| 46 | Senza cambiamenti 「変わりなく」 - Kawari naku                                                 | 9 settembre 2023  | -        |
| 47 | Non voglio 「やだよ」 - Yada yo                                                                | 16 settembre 2023 | -        |
| 48 | Guarda che te lo affido 「頼んだぞ」 - Tanonda zo                                              | 23 settembre 2023 | -        |